# Sand Hutton
Sand Hutton – wieś w Anglii, w hrabstwie North Yorkshire, w dystrykcie (unitary authority) North Yorkshire. Leży 12 km na północny wschód od miasta York i 284 km na północ od Londynu.